# Türkgücü München
Il Türkgücü München e.V. è una società calcistica tedesca con sede a Monaco di Baviera. Milita in Fußball-Regionalliga, quarta divisione del campionato tedesco.

## Storia
Il club venne fondato nel 1975 da alcuni migranti turchi in Germania con il nome di SV Türk Gücü München, che rimase nelle serie inferiori fino al 1983, quando un gruppo di ricchi uomini d'affari turchi acquistò il club. Nonostante ciò la campagna di promozione della squadra fu fallimentare poiché la squadra rimase nelle serie regionali minori fino al 2018, quando venne promosso in Bayernliga Sud, la massima serie regionale. Successivamente nel 2019 ottiene un'ulteriore promozione che la porta per la prima volta in Regionalliga, la quarta serie tedesca. Al termine della stagione 2019-2020 però, nonostante il blocco dei campionati per la pandemia di Covid-19, ottiene la terza promozione di fila, questa volta in 3. Liga, il terzo livello e l'ultimo professionistico.

## Palmarès

### Competizioni nazionali
- Fußball-Regionalliga: 1

2019-2020

### Competizioni regionali
- Bayernliga Sud: 1

2018-2019

## Organico

### Rosa 2021-2022
Aggiornata al 13 ottobre 2021.
| N. |                     | Ruolo | Calciatore               |
| -- | ------------------- | ----- | ------------------------ |
| 1  | Germania (bandiera) | P     | René Vollath             |
| 3  | Germania (bandiera) | D     | Moritz Römling           |
| 5  | Albania (bandiera)  | D     | Mergim Mavraj (capitano) |
| 6  | Scozia (bandiera)   | C     | Andy Irving              |
| 7  | Germania (bandiera) | C     | Leroy-Jacques Mickels    |
| 8  | Germania (bandiera) | C     | Ünal Tosun               |
| 9  | Kosovo (bandiera)   | C     | Albion Vrenezi           |
| 10 | Turchia (bandiera)  | A     | Sercan Sararer           |
| 11 | Germania (bandiera) | C     | Sebastian Maier          |
| 12 | Germania (bandiera) | P     | Michael Wagner           |
| 13 | Germania (bandiera) | D     | Alexander Sorge          |
| 14 | Italia (bandiera)   | A     | Yomi Scintu              |
| 15 | Germania (bandiera) | C     | Paterson Chato           |
| 16 | Germania (bandiera) | C     | Luis Jakobi              |

| N. |                     | Ruolo | Calciatore        |
| -- | ------------------- | ----- | ----------------- |
| 17 | Germania (bandiera) | C     | Tim Rieder        |
| 18 | Germania (bandiera) | C     | Boubacar Barry    |
| 19 | Germania (bandiera) | D     | Sebastian Hertner |
| 20 | Germania (bandiera) | A     | Philip Türpitz    |
| 21 | Germania (bandiera) | A     | Törles Knöll      |
| 22 | Germania (bandiera) | C     | Sinan Karweina    |
| 23 | Germania (bandiera) | D     | Moritz Kuhn       |
| 24 | Germania (bandiera) | A     | Eric Hottmann     |
| 26 | Germania (bandiera) | P     | Franco Flückinger |
| 27 | Germania (bandiera) | C     | Lukas Scepanik    |
| 33 | Svizzera (bandiera) | C     | Marco Kehl-Gomez  |
| 35 | Turchia (bandiera)  | D     | Furkan Zorba      |
| 36 | Serbia (bandiera)   | D     | Filip Kusić       |
| 37 | Germania (bandiera) | C     | Nico Gorzel       |

### Rosa 2020-2021
| N. |                          | Ruolo | Calciatore       |
| -- | ------------------------ | ----- | ---------------- |
| 1  | Germania (bandiera)      | P     | René Vollath     |
| 26 | Germania (bandiera)      | P     | Franco Flückiger |
| 39 | Germania (bandiera)      | P     | Maximilian Engl  |
| 40 | Stati Uniti (bandiera)   | P     | Jordaine Jäger   |
| 22 | Germania (bandiera)      | D     | Aaron Berzel     |
| 36 | Serbia (bandiera)        | D     | Filip Kusić      |
| 4  | Turchia (bandiera)       | D     | Erol Alkan       |
| 13 | Germania (bandiera)      | D     | Alexander Sorge  |
| 33 | Germania (bandiera)      | D     | Michael Zant     |
| 23 | Austria (bandiera)       | D     | Stefan Sangl     |
| 35 | Germania (bandiera)      | D     | Furkan Zorba     |
| 2  | Corea del Sud (bandiera) | D     | Park Yi-young    |
| 24 | Austria (bandiera)       | C     | Philipp Erhardt  |
| 17 | Germania (bandiera)      | C     | Kilian Fischer   |
| 37 | Germania (bandiera)      | C     | Nico Gorzel      |

| N. |                     | Ruolo | Calciatore        |
| -- | ------------------- | ----- | ----------------- |
| 5  | Germania (bandiera) | C     | Benedikt Kirsch   |
| 29 | Germania (bandiera) | C     | Atakan Akkaynak   |
| 20 | Germania (bandiera) | C     | Philip Türpitz    |
| 8  | Germania (bandiera) | C     | Ünal Tosun        |
| 44 | Germania (bandiera) | C     | Fabijan Podunavac |
| 18 | Germania (bandiera) | C     | Boubacar Barry    |
| 11 | Germania (bandiera) | C     | Sebastian Maier   |
| 10 | Turchia (bandiera)  | C     | Sercan Sararer    |
| 7  | Germania (bandiera) | C     | Alexander Laukart |
| 19 | Germania (bandiera) | A     | Furkan Kircicek   |
| 27 | Germania (bandiera) | A     | Amani Mbaraka     |
| 25 | Croazia (bandiera)  | A     | Petar Slišković   |
| 9  | Germania (bandiera) | A     | Lucas Röser       |
| 14 | Francia (bandiera)  | A     | Mounir Bouziane   |
| 28 | Turchia (bandiera)  | A     | Kerem Kavuk       |